# Таёжка (Приморский край)
Таёжка — село в Анучинском районе Приморского края. Входит в состав Анучинского сельского поселения.

## География
Село Таёжка стоит на правом берегу реки Арсеньевка.
Село Таёжка расположено на автотрассе Осиновка — Рудная Пристань, расстояние до Анучино (на запад) около 26 км, до Арсеньева (на восток) около 6 км.
От автотрассы Осиновка — Рудная Пристань между Таёжкой и Арсеньевым на север отходит дорога к селу Корниловка (стоит на левом берегу реки Арсеньевка).

## Население
| 2001 | 2002 | 2010 |
| ---- | ---- | ---- |
| 268  | ↗272 | ↗347 |

| - ул. 1 Мая, - пер. Арсеньева, - ул. Арсеньева, - ул. Ветеранов, - ул. Зелёная, - ул. Ключевая, - ул. Лесная, | - ул. Ломоносова, - ул. Луговая, - ул. Мостовая, - ул. Новая, - ул. Озёрная, - ул. Первостроителей, - ул. Ручейная, | - ул. Ручейная 2-я, - ул. Садовая - ул. Садовая 2-я, - ул. Советская, - ул. Сахарова, - ул. Таёжная. |

## Экономика
- Сельскохозяйственные предприятия Анучинского района.
- Дачные участки арсеньевцев.

## Инфраструктура
- Детские лагеря летнего отдыха.